# تكوكة (تيڭوڭة)
تكوكة هي إحدى مشيخات المملكة المغربية، تتبع جغرافيا لإقليم تارودانت وإداريًا لتيڭوڭة. يقدر عدد سكانها بـ 1945 نسمة حسب الإحصاء الرسمي للسكان والسكنى لسنة 2004.